# Sportåret 1780

## Händelser

### Hästsport
- 4 maj – Epsom Derby, det tredje äldsta av de fem stora årgångsloppen i Storbritannien, löps på Epsom Downs Racecourse i Epsom för första gången.[1]

- Okänt datum – Ett tre dagar långt hästkapplöpningsevenemang hålls i Hempstead Plains på Long Island i USA. Evenemanget innehåller bland annat en damklass.[2]